# Zubotreasivka, Verhnodniprovsk
Zubotreasivka (în ucraineană Зуботрясівка) este un sat în comuna Vodeane din raionul Verhnodniprovsk, regiunea Dnipropetrovsk, Ucraina.

## Demografie
Componența lingvistică a localității Zubotreasivka
     Ucraineană (91,67%)
     Rusă (8,33%)
Conform recensământului din 2001, majoritatea populației localității Zubotreasivka era vorbitoare de ucraineană (91,67%), existând în minoritate și vorbitori de rusă (8,33%).